# Adolf Niedworok
Adolf Niedworok (ur. 18 stycznia 1930 w Mechnicach koło Opola, zm. 24 marca 2011 w Esslingen (Niemcy)) – polski poeta i prozaik.

## Życiorys
Ukończył gimnazjum niemieckie i liceum repolonizacyjne. W latach 1949–1950 przebywał w więzieniu. W latach 1950–1952 służył w Ludowym Wojsku Polskim. Debiutował wierszem pt. "Wieś opolska" na łamach tygodnika "Żołnierz Polski" (nr 10/1953). Był redaktorem dziennika "Trybuna Opolska" (staż w latach 1954-1957, stały współpracownik 1957-1967). Publikował na łamach pism: "Kalendarz Opolski", "Warmia i Mazury", "Życie Literackie", "Tygodnik Kulturalny", "Poglądy", "Opole" i "Poezja".
W latach 90. wyjechał do Republiki Federalnej Niemiec.
Członek Związku Literatów Polskich (prezes oddziału opolskiego od 1959).

## Odznaczenia i wyróżnienia
- Nagroda literacka Wojewódzkiej Rady Narodowej Opola (1958)
- Nagroda miasta Krakowa za upowszechnianie kultury i sztuki w Opolu i na ziemi opolskiej (1959)
- Medal "Zasłużony dla miasta Opola" (1965)

## Twórczość
- Opolskie słowa (wiersze; posłowie Wilhelm Szewczyk, Wydawnictwo "Śląsk" 1957)
- Przechodząca godzina (wiersze; Wydawnictwo "Śląsk" 1960)
- Marzenia na gościńcu (powieść; Wydawnictwo "Śląsk" 1961)
- Promień i lęk (wiersze; Wydawnictwo "Śląsk" 1963)
- Pamiętnik Ryszarda (powieść; Wydawnictwo "Śląsk" 1965)
- Szare srebro dnia (wiersze; Wydawnictwo "Śląsk" 1968)
- Otwieranie wnętrza (wiersze i proza poetycka; Wydawnictwo "Śląsk" 1972)
- Magia rzeki (wiersze; Wydawnictwo "Śląsk" 1980)

## Przekłady
- Jan Dopatka, U skraju lasu (wiersze; wespół z Maciejem Józefem Kononowiczem i Edwardem Martuszewskim; Pojezierze 1965)